# Cantone di Villemoustaussou
Il Cantone di Villemoustaussou è una divisione amministrativa dell'arrondissement di Carcassonne.
È stato costituito a seguito della riforma approvata con decreto del 21 febbraio 2014, che ha avuto attuazione dopo le elezioni dipartimentali del 2015.

## Composizione
Comprende i 22 comuni di:
- Aragon
- Caudebronde
- Conques-sur-Orbiel
- Fournes-Cabardès
- Les Ilhes
- Labastide-Esparbairenque
- Lastours
- Malves-en-Minervois
- Les Martys
- Mas-Cabardès
- Miraval-Cabardes
- Pennautier
- Pradelles-Cabardès
- Roquefère
- Salsigne
- La Tourette-Cabardès
- Ventenac-Cabardès
- Villalier
- Villanière
- Villardonnel
- Villegailhenc
- Villemoustaussou